# 朱典明
朱典明（1935年9月—2022年7月8日），男，汉族，浙江岱山人，中华人民共和国政治人物，曾任黑龙江省人大常委会副主任，黑龙江省科学技术协会主席。

## 生平
1956年7月加入中国共产党。1958年毕业于哈尔滨军事工程学院海军工程系舰船设计与制造专业毕业。1979年赴荷兰海运研究所从事船舶流体动力学研究，1981年回国。历任哈尔滨船舶工程学院副教授、教务处副处长、院长助理。1983年任黑龙江省科学技术委员会主任。1993年至2000年，任黑龙江省人大常委会副主任。1996年至2003年，任黑龙江省科学技术协会主席。2022年7月8日5时04分在哈尔滨逝世。